# Страсть (фильм, 1997, Индия)
«Страсть» (хинди इश्क, Ishq) — индийская комедийная драма, снятая режиссёром Индра Кумаром и выпущенная в прокат 28 ноября 1997 года. Главные роли исполнили Аамир Кхан, Джухи Чавла, Аджай Девган и Каджол. В 2007 году на этот фильм сняли ремейк на языке каннада под названием Snehana Preethina.

## Сюжет
Аджай, сын миллионера, с самого детства дружит с Раджем, простым автомехаником. Мадху, дочь миллионера, с самого детства не разлей вода с Каджал, девушкой из бедных слоев населения. Родители Аджая и Мадху терпеть не могут бедных и мечтают поженить своих детей на таких же богачах, как они сами... и решают свести своих детей друг с другом. Им удаётся получить подписи наследников в брачном договоре. Но судьба распоряжается совсем по-другому. Аджай влюбляется в Каджал, а Мадху — в Раджу. Родители не остановятся ни перед чем, ради того, чтобы разлучить влюбленных и рассорить их общую дружбу, но все планы отцов заканчиваются крахом. …

## В ролях
- Аджай Девган — Аджай
- Аамир Кхан — Раджа
- Джухи Чавла — Мадху
- Каджол — Каджал
- Садашив Амрапуркар — Ранджит Рай, отец Аджая
- Джонни Левер — шурин Ранджита Райя
- Далип Тахил[англ.] — Харбанслал, отец Мадху
- Мохан Джоши[англ.] — дядя Каджал
- Разак Хан — наваб Нади Динна Чангези
- Швета Менон[англ.] – девушка в песне Humko Tumse Pyaar Hai

## Кассовые сборы
Фильм занял четвёртое место в списке самых успешных фильмов 1997 года, собрав в прокате 30 крор, и получила статус «хит».

## Песни
Вся музыка написана Ану Маликом.
| №  | Название                               | Исполнители                                                      | Длительность |
| -- | -------------------------------------- | ---------------------------------------------------------------- | ------------ |
| 1. | «Neend Churai Meri»                    | Кумар Сану, Удит Нараян, Кавита Кришнамурти, Алка Ягник          | 5:47         |
| 2. | «Humko Tumse Pyaar Hai»                | Абхиджит, Ану Малик                                              | 5:08         |
| 3. | «Dekho Dekho Jaanam»                   | Удит Нараян, Алка Ягник                                          | 5:14         |
| 4. | «Ishq Hua... Kaise Hua»                | Удит Нараян, Вибха Шарма                                         | 7:34         |
| 5. | «Mr. Lova Lova» (Ankhiyaan Tu Mila Le) | Удит Нараян, Абхиджит, Судеш Бхосле, Кавита Кришнамурти, Пурнима | 5:25         |
| 6. | «Kaise Kahoon Kaise Ho Tum»            | Кумар Сану, Вибха Шарма                                          | 6:25         |
| 7. | «Ishq Hai Ishq Hai» (Jab Nind Na Aaye) | Джайшри Шиврам                                                   | 5:29         |
| 8. | «Tu Jhootha»                           | Алка Ягник, Удит Нараян                                          | 7:45         |

## Награды
- Filmfare Award за лучшее исполнение отрицательной роли — Садашив Амрапуркар[3]